# Tyberiusz Heraklida
Tyberiusz Heraklida (ur. ? zm. ?) – panował jako współcesarz bizantyjski od 9 sierpnia 659 roku, koronowany 23 grudnia 671 roku do 681 roku. Syn Konstansa II.